# Лунная Девочка и ДиноДьявол
«Лунная Девочка и ДиноДьявол» (англ. Moon Girl and Devil Dinosaur) — серия комиксов, которую в 2015—2019 годах издавала компания Marvel Comics.

## Синопсис
Серия повествует о Лунелле Лафайетт, гениальной девочке, желающий внести вклад в мир. Однажды она встречает ДиноДьявола, который попал в настоящее время из далёкого прошлого.

## Коллекционные издания
| Название                      | Тип            | Дата выхода     | Собранный материал                  | Кол-во страниц | ISBN              |
| ----------------------------- | -------------- | --------------- | ----------------------------------- | -------------- | ----------------- |
| Vol. 1: BFF                   | Мягкая обложка | 22 июня 2016    | Moon Girl and Devil Dinosaur #1-6   | 136            | 978-1-302-90005-2 |
| Vol. 2: Cosmic Cooties        | Мягкая обложка | 28 декабря 2016 | Moon Girl and Devil Dinosaur #7-12  | 136            | 978-1-302-90208-7 |
| Vol. 3: The Smartest There Is | Мягкая обложка | 28 июня 2017    | Moon Girl and Devil Dinosaur #13-18 | 136            | 978-1-302-90534-7 |
| Vol. 4: Girl-Moon             | Мягкая обложка | 27 декабря 2017 | Moon Girl and Devil Dinosaur #19-24 | 136            | 978-1-302-90535-4 |
| Vol. 5: Fantastic Three       | Мягкая обложка | 27 июня 2018    | Moon Girl and Devil Dinosaur #25-30 | 136            | 978-1-302-91099-0 |
| Vol. 6: Save Our School       | Мягкая обложка | 19 декабря 2018 | Moon Girl and Devil Dinosaur #32-36 | 112            | 978-1-302-91100-3 |
| Vol. 7: Bad Dream             | Мягкая обложка | 26 июня 2019    | Moon Girl and Devil Dinosaur #38-42 | 120            | 978-1-302-91436-3 |
| Vol. 8: Yancy Street Legends  | Мягкая обложка | 18 декабря 2019 | Moon Girl and Devil Dinosaur #42-47 | 136            | 978-1-302-91437-0 |

## Реакция

### Отзывы критиков
На сайте Comic Book Roundup серия имеет оценку 7,8 из 10 на основе 130 рецензий. Джесс Шедин из IGN дал первому выпуску 7,6 балла из 10 и отметил, что «иногда „Лунная Девочка и ДиноДьявол“ читаются как две независимые истории, склеенные вместе». Рецензент из Comic Book Resources писал, что первый выпуск является «забавным дебютом этой серии». Дэвид Пепос из Newsarama дал ему 7 баллов из 10 и похвалил художников. Чейз Магнетт из ComicBook.com поставил дебюту оценку «B» и назвал его «приятным первым выпуском, который может заставить читателей влюбиться в заглавный дуэт ещё до того, как они познакомятся». Джек Фишер из PopMatters оценил дебют в 8 баллов из 10 и подчёркивал, что «даже если истории не хватает изысканности, в конце она всё равно кажется законченной [для первого выпуска]». Тони Герреро из Comic Vine вручил дебюту 4 звезды из 5 и посчитал, что «рисунки Наташи Бустос и цвета Тамры Бонвиллейн отлично подходят для серии». Джейми Райс из ComicsVerse дала первому выпуску 4,7 звёзд из 5 и написала, что «хотя сюжет слабый, Лунелла великолепна».

### Продажи
Ниже представлен график продаж комикса за первый месяц выпуска на территории Северной Америки.

## Мультсериал
В 2023 году на канале Disney Channel вышел мультсериал на основе комикса.